# Casa Miquel Mach
La Casa Miquel Mach és un edifici del centre de Terrassa, situat al carrer de l'Església, inclòs a l'Inventari del Patrimoni Arquitectònic de Catalunya.

## Descripció

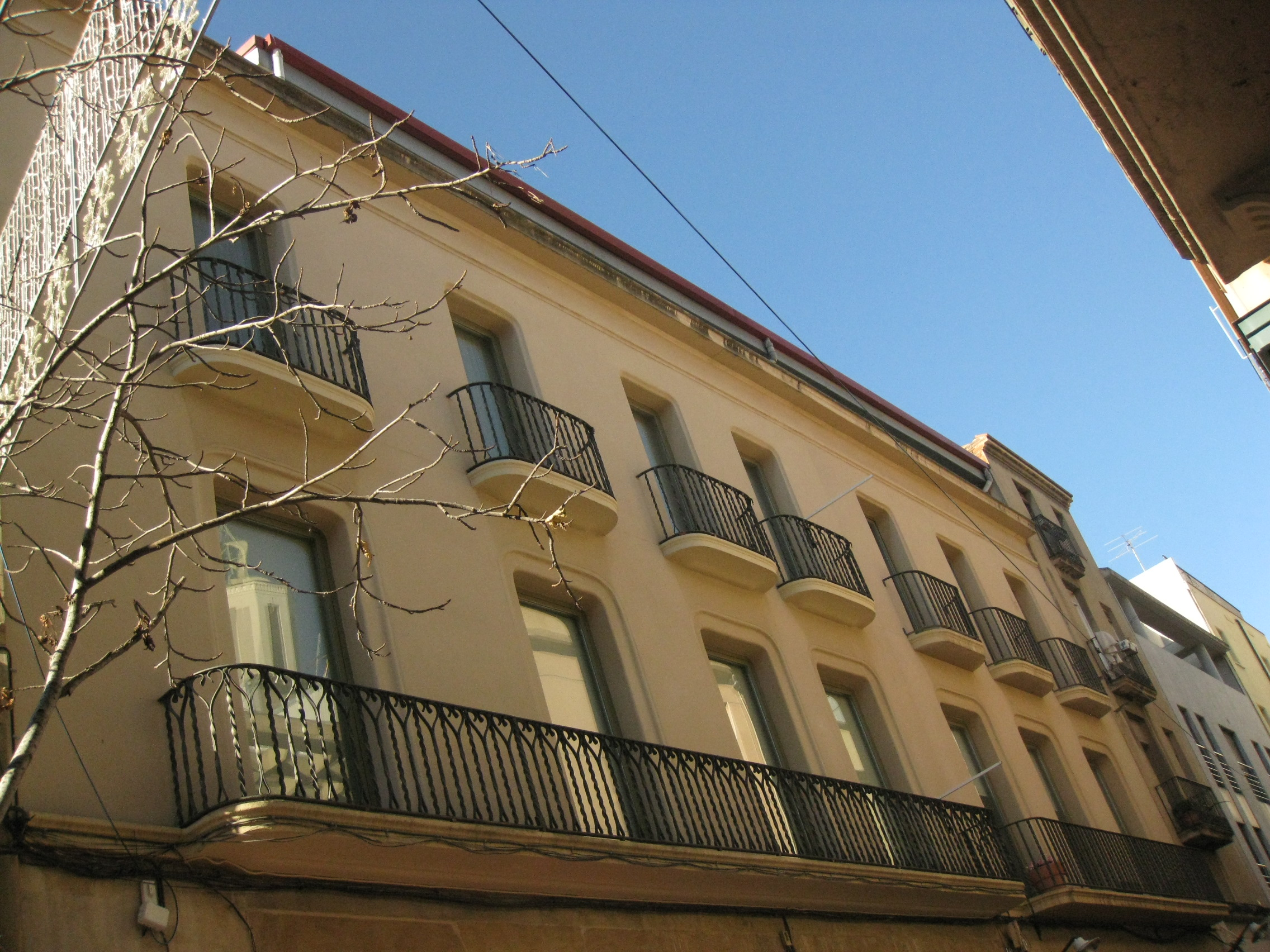
Detall de la façana del carrer de l'Església

És un edifici d'habitatges situat amb façana a dos carrers, el de l'Església i el de Mosterol. Està format per planta baixa i dos pisos. La façana d'accés, la que dona al carrer de l'Església, mostra una ordenació simètrica de les obertures, amb quatre a cada planta i totes amb perfils arrodonits. A la planta baixa hi ha, a l'esquerra, la porta d'accés; al centre un finestral i a la dreta una botiga. Al primer pis hi ha una balconada i al segon pis balcons individuals. L'edifici es corona amb una cornisa. L'arrebossat del parament de la façana imita els carreus.

## Història
La casa va ser bastida l'any 1913. L'arquitecte de l'obra fou Lluís Muncunill i Parellada.
Va allotjar la Farmàcia Mach, inaugurada el 31 de juliol de 1915 al número 16 del carrer de l'Església i decorada també per Muncunill; més endavant s'anomenaria Farmàcia Clapés. El 1922, el mateix arquitecte va fer una ampliació de l'edifici ocupant el solar veí del número 14.
La casa presenta diversos noms segons les fonts: Casa Miquel Mach Oller, Casa Miquel Mach Ullés, Casa M. Madí Uller o, fins i tot, Casa Badia. Sembla que la més ben documentada és la corresponent a Miquel Mach i Ullés, propietari de l'edifici el 1914.
Va ser objecte d'una campanya arqueològica el 1988 per localitzar i excavar el tram oriental de la muralla de la ciutat. La irregularitat de la planta del número 16 indica que seguia el traçat de la muralla.